# Konrad Bleuler
Konrad Bleuler (23. září 1912 Herzogenbuchsee, Švýcarsko – 1. ledna 1992 Königswinter, Německo) byl švýcarský fyzik, který pracoval v oblasti teoretické částicové fyziky a kvantové teorie pole. Jeho nejznámější práce se týká kvantování fotonu, Guptův–Bleulerův formalismus.

## Vzdělání a kariéra
Bleuler se narodil v Herzogenbuchsee ve Švýcarsku 23. září 1912. Doktorát za matematickou práci týkající se Rolleovy věty obdržel na Spolkové vysoké technické škole v Curychu v roce 1942. Jeho vedoucím byl Michel Plancherel. Mezi roky 1960 a 1980 byl profesorem na univerzitě v Bonnu, kde založil Ústav teoretické jaderné fyziky. I po odchodu do penze byl aktivní a zůstal na tomto ústavu až do své smrti.
Roku 1971 Bleuler uspořádal první "Mezinárodní konferenci o metodách diferenciální geometrie v teoretické fyzice" a od té doby tyto konference organizoval pravidelně. Poslední, devatenáctá konference se konala v roce 1990 v Rapallu. Roku 1993 získal na konferenci konané na jeho počest in memoriam "Bleulerovu medaili".

## Vědecká práce
Bleulerovým nejvýznamnějším přínosem bylo zavedení Guptova–Bleulerova formalismu pro kvantování elektromagnetické pole, což vyvinuli nezávisle na sobě Bleuler a Suraj Gupta. Šlo o důležitou práci v oblasti kvantové elektrodynamiky. Bleuler se rovněž věnoval jaderné a částicové fyzice. Napsal také publikace o jiných slavných vědcích Wolfgangu Paulim a Rolfovi Nevanlinnovi.